# Synlestidae
Synlestidae — семейство стрекоз из подотряда равнокрылых. Обитают в Южной Африке, Австралии и Южной Америке.

## Описание
Длина 21-36 мм. Абдомен тонкий. Цвет, в зависимости от вида, от металлического зелёного до коричнево-чёрного.

## Биология
Хищники. Нимфы обитают в реках и ручьях, а в сухой сезон могут быть найдены в остающихся лужах.

## Палеонтология
В ископаемом состоянии известны с раннего мела, или, по другим данным, с поздней юры.

## Систематика
Восемь существующих и еще несколько вымерших родов, известных по ископаемым останкам
Существующие рода:
- Chlorolestes Selys, 1862
- Ecchlorolestes Barnard, 1937
- Episynlestes Kennedy, 1920
- Megalestes Selys, 1862
- Phylolestes Christiansen, 1947
- Sinolestes Needham, 1930
- Synlestes Selys, 1868